# L6/40
L6/40（Carro Armato Leggero da 6 tonnellate Modello 1940）は第二次世界大戦中にイタリア陸軍で運用された軽戦車である。Lは軽戦車のクラス（Leggero）を示す。
1941年 - 1944年の間に、432輌が生産された。
主に北アフリカの砂漠やロシアの平原で、大戦後半にはイタリア半島やバルカン半島で、偵察戦車として使用された。

## 開発と生産
1930年代、イタリアはL3軽戦車（実質は豆戦車）を開発、量産して装甲部隊の基礎を築いたが、無砲塔・軽装甲・弱武装のL3は、偵察用としても力不足なのは、30年代半ばには、既に明らかであった。
1935年、フィアット社とアンサルド社は、L3に不満を持つ、陸軍最高司令部からの要求により、 37 mm砲と旋回砲塔を備えた新戦車を、共同開発することになり、当時、L3シリーズで最新のL3/35を発展させた、5 t軽戦車の試作を開始した。
それらは、L3/35と同じシャーシとエンジンコンパートメント（機関室）でありながら、新しいトーションバーサスペンションと変更された上部構造物を備えていた。
1935年末頃に完成した、最初の試作車である「Carro d'Assalto Modello 1936」は、ヴィッカース＝テルニ 26口径 37 mm砲装備の一人用旋回砲塔を備えていた。
1936年に完成した、2番目の試作車「Carro Cannone Modello 1936」は車体前部左側のヴィッカース＝テルニ 26口径 37 mm砲に加えて、戦闘室上面の旋回小砲塔にフィアット レベリ M35 8 mm機関銃を連装で装備していた。小砲塔を外した状態での試験も行われた。「Carro Cannone Modello 1936」は、フィアット社とアンサルド社が、L3大隊の支援車両の開発を試みたもので、軍が要求したものではなかった。
しかし、これらは軍に採用されなかった。
フィアット社とアンサルド社は、不特定の外国からの要請により、両社の自己資金によるプライベートベンチャーとして、L3軽戦車を発展させた輸出用戦車として、砲塔に2挺のブレダ M38 8 mm機関銃を備えた、3番目の試作車「M6中戦車」を試作した。開発は1937年暮れに始まり、1939年10月26日に軍に披露された。

時を遡ること、1938年12月1日、軍は、「重量7トン、最高速度35 km/h、航続距離12時間、武装は20 mm機関砲と同軸機関銃 または 旋回砲塔に2挺の機関銃」という、「M7中戦車」という新型中戦車の要求仕様を提示した。
これに対し、フィアット社とアンサルド社は、輸出用戦車として開発していたM6中戦車で、応えた。しかし、それはM7中戦車の要求仕様の一部にしか応えられなかった。
しかし、CSMのコズマ・マネーラ（Cosma Manera）将軍は、M6中戦車に関心を示し、旋回砲塔の兵装を20 mm機関砲に変更することを条件に、受け入れることを提案した。これは、戦車の対装甲能力を向上させることに加えて、航空機との交戦も可能にすることを目的としていた。
この改修された新しいM6中戦車が原型となり、L6/40軽戦車が開発された。
L6/40は、試作時にはM6という名称で（MはMedio＝中）、中戦車に分類されていたが、M13/40 中戦車が登場したことにより、1940年6月13日の通達で、中戦車の要件がそれまでの「5トン以上」から「8トン以上」に引き上げられたために、L6/40という名称になり（Lはleggero＝軽）、軽戦車に分類変更された。
L6/40の車体の基本的デザインは、砲塔を持つ他は、ほぼL3軽戦車のままで、ただし足回りは機構を一新し、転輪2個のボギー2組を、長大なスイングアームを介してトーションバー・サスペンションで懸架した。接地長を稼ぐため、後部誘導輪も接地する型式であった。
L6/40に先だって採用されたM11/39中戦車の足回りはリーフスプリング型式で、その後も量産されたイタリア製中戦車・重戦車はすべて同型式を踏襲したので、結果的に、L6はイタリア戦車中最も特徴的な足回りを持つことになった。
M6中戦車の試作時には、武装が決まらず、暫定的に砲塔にブレダ M38 8 mm機関銃を連装で装備したが、生産型では、試作車に比べ大型化した砲塔（1941年型砲塔）にブレダ M35 20 mm機関砲とブレダ M38 8 mm機関銃（同軸）が搭載された。この砲塔設計は同時期に作られたAB 41装甲車にも流用された。この20 mm機関砲の搭載は、地上目標だけでなく、航空目標の攻撃も企図したものであったが、実際に完成した砲塔は、航空目標を索敵・追尾するには視界も悪く、航空目標を攻撃するのに十分な仰角もとれなかった。
なお、5 t軽戦車の試作と同時期の1937年に、スペインの国民戦線では、L3/35を基に、「C.C.I. Tipo 1937」（1937年型歩兵戦車）という、ブレダ M35 20 mm機関砲を旋回砲塔形式で搭載した軽戦車が試作された他、ドイツから供給されたI号戦車A型4輌が砲塔にブレダM35 20 mm機関砲を搭載するよう改造されている。
1940年3月18日、イタリア陸軍は、M6中戦車を、583輌分発注した。
M6（L6/40）の大量受注により、アンサルドはフィアットに生産を委託したので、L6/40の生産は、トリノのコルソ・フェルッチにある、フィアットの子会社、SPA（ピエモンテ自動車会社）の工場において（のみ）、最終組み立てが行われた。なお、セモヴェンテ da 47/32も、同じ工場で生産されている。
最初の納入が行われたのは、1941年5月22日で、予定より3カ月遅れた。
1941年6月末、発注内容が変更され、発注された583輌分のL6/40の内、300輌分のシャーシがセモヴェンテ da 47/32用に回され、L6/40の分は一時的に283輌（この数字がL6/40の総生産数と誤解されることがある）に減ったが、583輌の発注数自体は維持された。
L6/40はL3の代替として1935年から開発されたものの、結局、生産は開戦後の1941年からとなり、この頃には、20 mm機関砲は連合国軍の主力戦車には通じず、ソ連の14.5 mm対戦車ライフルには500 mの距離から撃破されるなど、既に能力的に見劣りするものとなっていた。
それでも、生産は続けられ、1942年5月18日には、生産継続を正式に決定する命令が出され、1942年6月、444輌のL6/40と460輌のセモヴェンテ da 47/32を生産する新たな契約が締結され、1943年12月1日、ようやく生産を停止することが決定された。
休戦までに、イタリア陸軍のために415輌が生産され、さらに1943年11月から1944年後半まで、ドイツ占領下で17輌が生産され、計432輌のL6/40が生産された。
L6/40は主に偵察任務の騎兵師団に配備された他、イタリア軍だけでなくドイツ軍も対パルチザン戦に使用した。一方、ユーゴスラビアの共産主義パルチザンも、1943年のイタリアの降伏により、本車他を鹵獲して使用した。残存した車輛はイタリア軍によって1950年代初頭まで使用された。

## バリエーション
L6 Lf 火炎放射戦車
L6の主砲をL3 Lf 火炎放射戦車と同様の火炎放射器（Lf＝ランチャ・フィアンメ）に変更したもの。試作のみ。
弾薬運搬車
砲弾を6発しか搭載できないセモヴェンテ da 90/53の支援用に開発。90 mm砲弾26発を搭載可能であり、また砲弾40発を搭載するトレーラーを牽引する。
セモヴェンテ M6 da 75/18
第二次世界大戦前にアンサルド社が設計した、M6（後のL6/40のプロトタイプ）の延長したシャーシの上に、75 mm榴弾砲を搭載する「予定であった」自走砲。砲を囲んでいるのは、固定戦闘室ではなく、密閉式砲塔でもなく、上面と背面が開いた限定旋回式の防盾である。木製のモックアップのみ。1939年～1940年頃の計画。
セモヴェンテ L40 da 47/32
1939年から40年にかけ、L3軽戦車をベースにした自走砲が開発されたが、これは車体が小さすぎ不採用となった。引き続き、新たに採用になったL6軽戦車車台を使った自走砲が開発され、1941年に試作車が完成、採用された。1943年までに414輌が生産された。
チンゴレッタ アンサルド L6（Cingoletta Ansaldo L6） もしくは CVP 5
装甲兵員輸送車 兼 弾薬運搬車。いわばイタリア版のユニバーサルキャリア。AB 41装甲車の88 hpエンジンを搭載。2種類が試作され、武装は、1番目の試作車が、ブレダ M38 8 mm機関銃。2番目の試作車が、ブレダ M31 13.2 mm重機関銃と無線機。1941年末までテストされた。両方とも不採用。

## 登場作品

### ゲーム
『R.U.S.E.』
イタリアの火炎放射戦車としてL6 Lfが「ランチァ・フィアンメ」という名称で登場。
『World of Tanks』
イタリア軽戦車L6/40として開発可能。砲塔に37 mm砲を備えた試作車相当から、20 mm機関砲搭載の量産型相当に改造できる。
『War Thunder』
イタリアの軽戦車L6/40としてブレダ 20 mm機関砲搭載型が登場。セモヴェンテ da 47/32も登場。
『トータル・タンク・シミュレーター』
イタリアの改軽戦車L6として登場。

## 参考資料
- 島田魁、大佐貴美彦、「特集：第2次大戦のイタリア軍用車両」、「グランド・パワー」1995/8、デルタ出版
- Peter Chamberlain, Chris Ellis, PICTORIAL HISTORY OF TANKS OF THE WORLD 1915-45, Arms and armour press, London 1972